# Sto pensando a te
Sto pensando a te è un singolo di Vasco Rossi, (Vasco Rossi - Saverio Principini) uscito nelle radio il 18 dicembre 2009 e facente parte dell'album Tracks 2 - Inediti & rarità, uscito il 27 novembre 2009.

## Video
Il video, girato da Swan, vede protagonisti Vasco e la sua band durante un concerto alternati con alcune riprese di una ragazza.

## Formazione
- Vasco Rossi - voce
- Tony Franklin - basso
- Matt Laug - batteria
- Saverio Principini - chitarra acustica, synth
- Tim Pierce - chitarra elettrica
- Guido Elmi - chitarra elettrica
- Simone Sello - arrangiamento archi, programmazione

## Classifiche
| Classifica (2009-10) | Posizione massima |
| -------------------- | ----------------- |
| Italia               | 8                 |

### Classifiche di fine anno
| Classifica (2010) | Posizione |
| ----------------- | --------- |
| Italia            | 45        |